# Saint-Michel, Loiret
Saint-Michel là một xã trong tỉnh Loiret, vùng Centre-Val de Loire bắc trung bộ nước Pháp.